# NBA G League Ignite
NBA G League Ignite fue un equipo de baloncesto afiliado a la NBA G League. Con sede en Walnut Creek, California, el equipo competía en partidos de exhibición fuera de la estructura de equipo tradicional de la G League, y era parte del programa de desarrollo de un año de la liga para los prospectos de élite de la NBA. Su lista estuvo compuesta por prospectos y jugadores veteranos. Ignite se creó el 16 de abril de 2020 y se promocionó como una alternativa al baloncesto universitario, ofreciendo a los prospectos salarios de hasta 500000 dólares. Desapareció en 2024.

## Historia
La NBA G League ha sido una vía alternativa para que los prospectos internacionales, universitarios y de la escuela secundaria se incorporen a la NBA desde 2008. El 18 de octubre de 2018, la G League presentó contratos selectos de 125,000 dólares para prospectos de élite, incluidas oportunidades para el desarrollo del baloncesto, tutoría en habilidades para la vida y becas académicas, a partir de la temporada 2019-20. Sin embargo, ningún jugador de la escuela secundaria de 2019 firmó un contrato selecto.
El 16 de abril de 2020, la G League anunció un aumento de salario para los prospectos de élite y un programa de desarrollo de un año fuera de la estructura de un equipo tradicional. Los prospectos jugarán junto a jugadores veteranos en un equipo selecto que participará en entrenamientos y de 10 a 12 partidos de exhibición contra otros equipos de la G League, equipos nacionales o extranjeros.
El mismo día en que se anunció el nuevo programa de desarrollo de la G League, Jalen Green, el jugador mejor clasificado del curso de la escuela secundaria en 2020 según ESPN, se convirtió en el primer jugador en unirse al NBA G League Ignite, con un contrato de 500.000 dólares. A Green pronto se unieron en el equipo los compañeros reclutas de cinco estrellas Isaiah Todd y Daishen Nix, ambos graduados en secundaria, así como Kai Sotto de Filipinas. El 9 de junio de 2020, el exjugador de la NBA Brian Shaw fue nombrado entrenador de los Ignite. El 12 de noviembre, Ignite contrató a los jugadores veteranos Brandon Ashley, Bobby Brown, Cody Demps, Reggie Hearn y Amir Johnson para jugar junto a los prospectos del equipo y ser sus mentores.
Ignite se unió oficialmente a la temporada 2020-21 disputando 15 encuentros en un torneo "burbuja en Orlando (Florida).
El 21 de marzo de 2024, se anunció que la NBA cerraría la franquicia después del final de la temporada 2023-24 de la NBA G League.

## Trayectoria
| Temporada           | División          | Puesto            | Ganados | Perdidos | %    | Playoffs                                      |  |
| ------------------- | ----------------- | ----------------- | ------- | -------- | ---- | --------------------------------------------- |  |
| NBA G League Ignite |                   |                   |         |          |      |                                               |  |
| 2020–21             | —                 | 8.º               | 8       | 7        | .533 | Pierde Cuartos de final (Raptors 905) 102–127 |  |
| 2021–22             | Oeste             | 4.º               | 6       | 6        | .500 | no se clasificó                               |  |
| 2022–23             | Oeste             | 11.º              | 11      | 21       | .344 | no se clasificó                               |  |
| 2023–24             | Oeste             | 15.º              | 2       | 32       | .059 | no se clasificó                               |  |
| Temporada regular   | Temporada regular | Temporada regular | 27      | 66       | .290 |                                               |  |
| Playoffs            | Playoffs          | Playoffs          | 0       | 1        | .000 |                                               |  |